# آنا فرلجيتش
آنا فرلجيتش (بالكرواتية: Ana Vrljić)‏ مواليد 1 أغسطس 1984 في زغرب، جمهورية كرواتيا الاشتراكية، جمهورية يوغوسلافيا الاشتراكية الاتحادية، هي لاعبة كرة مضرب كرواتية تلعب باليد اليمنى. أعلى مركز لها في تصنيف رابطة محترفات كرة المضرب في الفردي كان المركز الـ 180 في سنة 2013.

## الميداليات
| الميدالية | المسابقة                        |
| --------- | ------------------------------- |
| فضية      | ألعاب البحر الأبيض المتوسط 2005 |

## روابط خارجية
- آنا فرلجيتش على موقع رابطة محترفات التنس (الإنجليزية)
- آنا فرلجيتش على موقع الاتحاد الدولي لكرة المضرب (الإنجليزية)
- آنا فرلجيتش على موقع كأس بيلي جين كينغ (الإنجليزية)
- آنا فرلجيتش على موقع خلاصة التنس.كوم (الإنجليزية)